# Лівенсон-Лівський Михайло Петрович
Миха́йло Петро́вич Лі́вський (Лівенсон) (нар. 24 березня 1873 — пом. 6 березня 1951, Берлін) — оперетковий антрепренер. Мав трупи в Петербурзі, Києві й Одесі.

## Загальні відомості
М. П. Лівський очолював декілька опереткових труп в різних містах Російської Імперії.
Відомо, що 3 лютого 1907 року в Іркутську на відкриття нового театру Гіллера була запрошена дирекцією Лівського російсько-українська трупа.
1909 року вперше зі своєї петербурзькою трупою Лівський відвідав Київ. 1910 року в Києві гастролювала його одеська трупа, а 1912—1913 — «Руська оперета».
У Києві 1912 року Лівський орендував приміщення на вулиці Миколаївській, де розміщувався «Скетінг-Ринг» — заклад для катання на роликових ковзанах (будівля не збереглася).
Трупи Лівського першими почали виконувати на київській сцені оперети Імре Кальмана — «Осінні маневри» (1910, у головній ролі В. І. Піонтковська) та «Маленький король» (1913, головний виконавець — О. М. Феона).
1915 року Лівський знову з'явився у Києві і переобладнав «Скетінг-Ринг» на театр. Тут працював, хоча і не довго — близько півроку, перший в Києві стаціонарний театр оперети. Колишній «Скетінг-Ринг» згодом отримав назву театрального комплексу Лівського й Кручиніна.
1910 року його одеська трупа виступала в Московському театрі «Ермітаж».. Також є відомості про гастролі його трупи в Саду «Ермітаж» (центр гастрольного і естрадного життя Москви влітку) в 1914 році.
Повідомлялось, що 1911 року Лівський арендував в Одесі театр Сибірякова до 1 травня 1912 року і почав формувати фарсову трупу на травень-червень, а на липень-серпень — опереткову трупу.
У квітні 1913 року в театрі Сибірякова в Одесі відбувся перший злободенний огляд «Одесса, лови момент». М. П. Лівським для цього було замовлено багато нових декорацій, зокрема, панорама Одеси «з пташинного польоту».
17 листопада 1913 року журнал «Искры» писав, що 5 листопада в Одесі повністю згорів театр Сибірякова. Залишились без роботи і коштів понад 200 артистів, хористів і музикантів опереткової трупи Лівського, яка виступала в цьому театрі. Згоріла 10-тисячна бібліотека і велика колекція партитур, зібраних за багато років антрепренерства Лівського. Сезон 1914 року в театрі Сибірякова знову відкрився оперетою Лівського, який під часу пожежі втратив 30-40 тисяч рублів.
1917 — намагався створити в Москві велике театральне підприємство.
1918 (серпень) — антрепренер Драматичного театру в Одесі.
1919 (листопад) — Одеська трупа Лівського переїхала в Севастополь, де грала в приміщенні кінотеатру «Ренессанс».

## В еміграції
Від 1920 року — в еміграції в Берліні. До його трупи крім російських артистів були запрошені також німецькі виконавці.
З 1921 року — директор берлінського «Будинку Артиста», що розташовувався в ресторані театру «Theater des Westens» на Kantstraße, 10-12 в районі Шарлоттенбург. Репертуар «Будинку Артиста» складали одноактні п'єси, скетчі, пародії, огляди, вокальні та хореографічні номери. Між окремими номерами в залі грав струнний оркестр.
З осені 1924 року очолював Кайзер-Аллеє-Казіно на Kaiserallee, 191.
Помер 6 березня 1951 року. Похований на православному кладовищі Тегель в п'ятому ряду п'ятого кварталу. Могила демонтована 2014 року.